# 科里 (加利福尼亞州)
科里（英語：Cory）是位於美國加利福尼亞州格伦縣的一個非建制地區。該地的面積和人口皆未知。

## 地理
科里的座標為39°46′06″N 122°08′59″W / 39.76833°N 122.14972°W，而該地的平均海拔高度為71米（即233英尺）。